# ألكسندر ساديكي
ألكسندر ساديكي مواليد 6 يوليو 1987 في زيورخ، هو لاعب كرة مضرب سويسري بدأ مسيرته كمحترف سنة 2006 يلعب باليد اليسرى. أعلى ترتيب له في تصنيف رابطة محترفي كرة المضرب في الفردي كان المركز الـ 313 في سنة 2009.

## روابط خارجية
- ألكسندر ساديكي على موقع رابطة محترفي التنس (الإنجليزية)
- ألكسندر ساديكي على موقع الاتحاد الدولي لكرة المضرب (الإنجليزية)
- ألكسندر ساديكي على موقع خلاصة التنس.كوم (الإنجليزية)
- ألكسندر ساديكي على موقع إي إس بي إن.كوم (الإنجليزية)